# Cartes (diàleg)
Les Epístoles o Cartes de Plató són una sèrie de tretze cartes tradicionalment incloses en el corpus platònic. La seva autenticitat ha estat objecte de certa controvèrsia, i el consens dels experts s'ha desplaçat cap enrere i endavant en el temps. A finals del segle xix, hi va haver acord general que cap de les cartes va ser escrita per Plató. Ara, gairebé cada lletra té alguns defensors de la seva autenticitat. Les excepcions en són la primera, cinquena, novena i dotzena, que és gairebé segur que són una falsificació literària.

## Autenticitat
Les dues cartes amb la major pretensió que hagin estat realment escrites per Plató són la setena i la vuitena, en el cas que aquestes fossin cartes obertes i, per tant, menys probable que siguin el resultat de la invenció o falsificació. Això no és tant a causa d'una presumpció en favor de l'autenticitat d'una carta oberta com a causa d'una presumpció en contra de la d'una carta privada: la preservació de l'antiga no és sorprenent, mentre que la preservació, difusió i eventual publicació d'aquesta última requereix algun tipus d'explicació; però, fins i tot sobre la carta VII recentment s'ha argumentat que és falsa per destacats acadèmics, com ara Malcolm Schofield i Myles Burnyeat.
Les altres cartes gaudeixen de diferents nivells d'acceptació entre els estudiosos. La tercera,  quarta i tretzena tenen el major suport de les altres lletres, seguides per la sisena,  desena i onzena, i només uns pocs erudits consideren la segona carta autèntica, mentre que gairebé cap nega que la primera, cinquena, novena, i dotzena són falses. R. G. Bury accepta només la setena i la vuitena cartes com a autèntiques, mentre que L. A. Post només exclou les quatre lletres universalment disputades.
George Boas sosté que totes les cartes, inclosa la setena, són falses, una conclusió acceptada també, i més recentment, per Terence Irwin.